# Ana Blanco
Ana Isabel Blanco López (Bilbao, 28 novembre 1960) est une journaliste espagnole, actuellement présentatrice du Telediario-1 (La 1 et TVE Internacional)[Quoi ?].
Diplômée en pédagogie de l'université de Deusto (Pays basque), elle effectue un stage à la Cadena SER de Bilbao en 1980, au sein du programme « Los 40 Principales », tout en poursuivant ses études. Entre 1989 et 1990, elle travaille à Radio 16 et fait ses premiers pas à la télévision, présentant le programme culturel Zip-Zap. La guía sur Telemadrid.
En 1990, elle entre à la compagnie de télévision nationale (Televisión Española, TVE). Elle gravit les échelons jusqu'à présenter, en duo avec Francine Gálvez, le Telediario Edición Fin de Semana (édition du week-end).
Blanco a travaillé à toutes les éditions du Telediario (Telediario-1, Telediario-2 et Telediario Edición Fin de Semana), présentant en outre certaines éditions spéciales, comme celle dédiée au premier anniversaire de la mort de la princesse Diana, à l'Expo'98, au mariage royal du prince Felipe de Borbón et de Letizia Ortiz en 2004, etc.